# Ngapaku Ngapaku
Ngapaku M. Ngapaku (Auckland, 25 giugno 1974) è un ex rugbista a 15 neozelandese d'origine samoana, in carriera mediano d'apertura internazionale per Samoa.

## Biografia
Ngapaku nacque ad Otahuhu, un sobborgo della città di Auckland in Nuova Zelanda, da genitori di origini samoane.
Si formò rugbisticamente nel club Takapuna e frequentò il De La Salle College di Auckland, venendo selezionato nel New Zealand Schools Rugby Team 1992.
Nel 1997 approdò in Italia, sponda Viadana, disputando una stagione nella serie A2 del campionato italiano di rugby. Il Viadana disputò i play-out di A2 e Ngapaku non venne riconfermato per la stagione successiva, complice qualche prestazione sottotono.
Nel 1999, tornato in Nuova Zelanda, fece un paio di apparizioni in National Provincial Championship con North Harbour.
Nel 2000 venne selezionato nella nazionale samoana per disputare il Pacific Rim. Il 10 di giugno ad Apia, esordì a livello internazionale contro il Giappone, disputando altri due match contro Canada e Stati Uniti e contribuendo alla vittoria finale del torneo. Nel mese di settembre venne nuovamente ingaggiato in Italia dal Petrarca in serie A1, rimanendovi per tre stagioni consecutive fino al 2003. Con il club di Padova disputò le semifinali scudetto 2001-02 e 2002-03, marcando 184 punti nella stagione 2001-02.
Terminata la carriera da giocatore, allenò club militanti in divisioni minori quali l'inglese Newbury RFC e il neozelandese Papatoetoe RFC.